# Riza

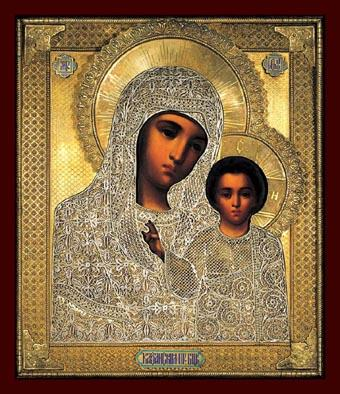
Ícone de Nossa Senhora de Kazan coberto com uma riza de prata dourada

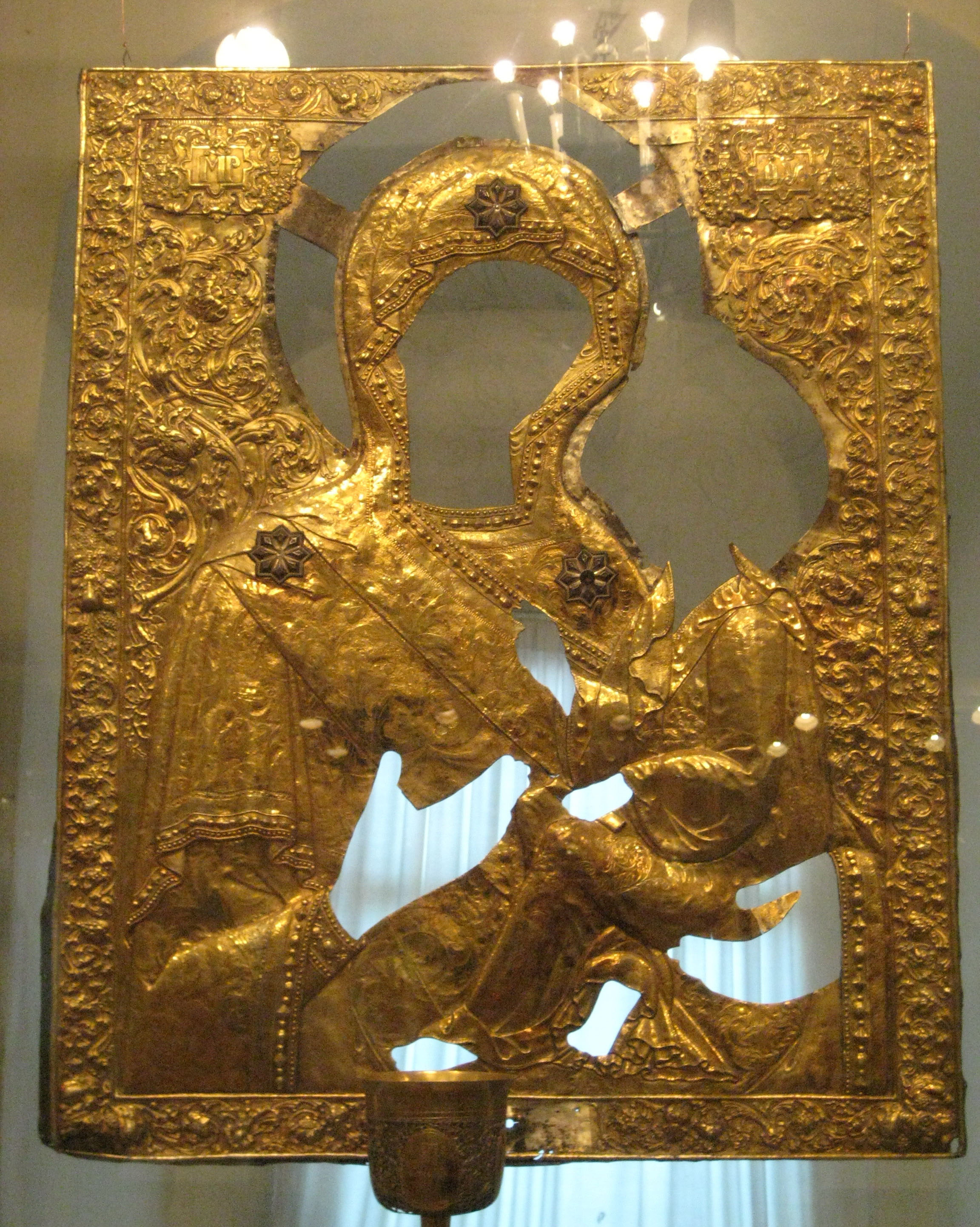
Riza removida do seu ícone

Uma riza (em russo: риза, "vestimenta", "manto"; em ucraniano: шати; shaty, "vestimentas") ou oklad (em russo: оклад, "coberto"), é a designação em russo e em ucraniano de uma capa de metal que protege um ícone. Geralmente é feito de metal dourado ou prateado com trabalho repuxado, e é perfurado para expor elementos da pintura subjacente. Às vezes é esmaltado, filigranado ou cravejado com pedras artificiais, semipreciosas ou mesmo preciosas e pérolas. Embora a prática de usar rizas tenha se originado na arte bizantina, o termo russo é frequentemente aplicado a ícones gregos; em grego, o termo é επένδυση, epéndysi ("revestimento"). Os ícones são chamados επάργυρες, epángyres, ou επίχρυσες, epíhryses: cobertos de prata e cobertos de ouro, respectivamente.
O propósito de uma riza é honrar e venerar um ícone e, em última análise, a figura retratada nele, como Cristo ou um santo. Como velas e lâmpadas a óleo são queimadas na frente dos ícones, e incenso é usado durante os serviços, os ícones podem escurecer com o tempo. A riza ajuda a proteger o ícone, e é frequentemente colocada sobre ícones altamente venerados, como o ícone Panagia Ierosolymitissa em Jerusalém .
Uma riza é projetada especificamente para o ícone que ela deve cobrir. Ele deixa espaços abertos onde o rosto, as mãos e os pés de quem for retratado no ícone, para que possam ser vistos. As auréolas nas rizas são geralmente mais elaboradas do que nos ícones originais. Rizas para ícones da Theotokos (Mãe de Deus) geralmente têm uma coroa. As vestes usadas pelos súditos geralmente são adornadas com pérolas ou joias. Normalmente, uma riza cobre toda a superfície do ícone, exceto o rosto e as mãos. Especialmente em exemplos mais antigos, a riza pode cobrir apenas a auréola de quem for retratado, sendo então chamada de venets. Às vezes, a riza inclui um torque ou gorjal estilizado (anel de pescoço), chamado tsata em russo.
Alguns ícones, especialmente os bizantinos mais recentes, foram desenhados com uma riza desde o início da produção do mesmo, com apenas as áreas não cobertas pela riza sendo pintadas. 